# F. Fontane & Co.
F. Fontane & Co. waren ein Verlag und eine Buchhandlung in Berlin von 1888 bis 1933.

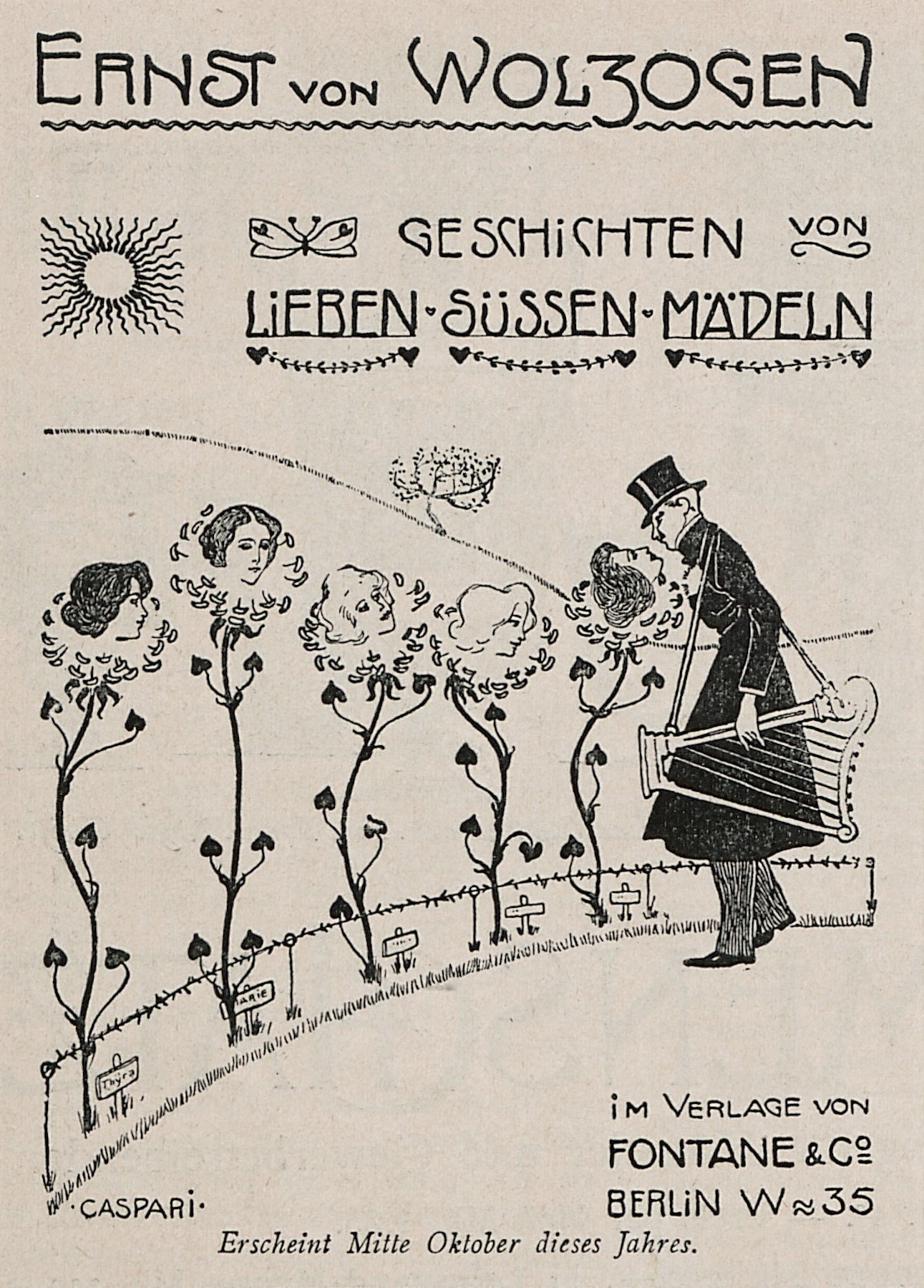
Ernst von Wolzogen, Ankündigung eines Textes

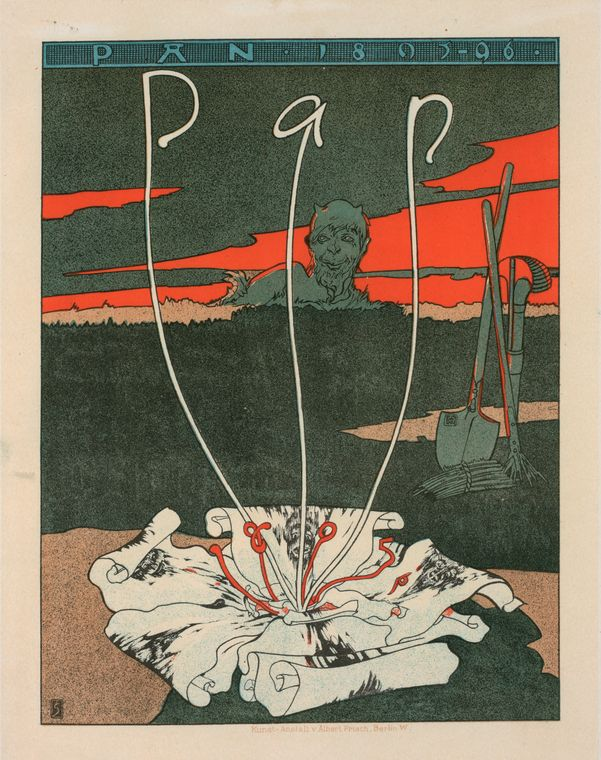
PAN, 1898

## Geschichte
Am 1. Oktober 1888 gründete Friedrich Fontane mit seinem Teilhaber Louis Levy-Fengler den F. Fontane Verlag und Sortiments-Buchhandlung in der Potsdamer Straße 122b in Berlin. Der Vater Theodor Fontane stand dem Unternehmen anfangs ablehnend gegenüber, da er dem Sohn die nötigen Fähigkeiten dazu nicht zutraute.
1891 erfolgte die Umwandlung in die Kommanditgesellschaft F. Fontane & Co. mit den neuen Teilhabern Egon Fleischel und Henry Petit. Es gelang in den folgenden Jahren, das Werk von Theodor Fontane fast vollständig herauszugeben. Dazu kamen Rechte an zahlreichen bestehenden und neuen Werken bekannter Schriftsteller, sodass der Verlag F. Fontane & Co. kurzzeitig zum auflagenstärksten Herausgeber zeitgenössischer Belletristik in Deutschland wurde.

„Auf dem Gebiet der Belletristik ist er, nach meiner Kenntnis, Nummer-1-Verleger geworden. Selbst die großen, reichen Firmen stehen literarisch weit zurück und begnügen sich mit den Erträgen, die sie aus Freytag, Ebers, Dahn, Heyse ziehn. Jeder einzelne hat einen. Friedel hat nicht nur den hannöverschen Konditorsohn Tovote (allerdings die Hauptgeldnummer), sondern auch Rudolf Lindau, Wolzogen, Ompteda, Polenz, die, neben einigen jüngeren, jetzt so ziemlich als die besten gelten und es wohl auch sind.“

Nach Unstimmigkeiten über wirtschaftliche Entscheidungen von Friedrich Fontane gründeten die Teilhaber Egon Fleischel und Friedrich Theodor Cohn 1903 einen eigenen Verlag, zu dem auch einige der bisherigen Autoren wechselten.
Nach abnehmendem wirtschaftlichen Erfolg erkrankte Friedrich Fontane 1918 und zog nach Neuruppin. Der Verlag kam unter den Einfluss des Verlages Dr. Eysler & Co., der ihn um 1923 offiziell übernahm. Unter dem Direktor Alfred Metzner wurde die Verlagsproduktion bis 1926 vollständig eingestellt. 1928 gab es eine Abmeldung des Verlages im Handelsregister. Die Verlagsbuchhandlung F. Fontane & Co. in der Melchiorstraße 23 in Berlin-Mitte bestand bis etwa 1933.

## Publikationen
Im Verlag F. Fontane & Co. wurde das gesammelte Werk von Theodor Fontane in 21 Bänden von 1904 bis 1926 herausgegeben. Dazu kamen zahlreiche Werke von bekannten zeitgenössischen Autoren, die teilweise hohe Auflagen erzielten. Bestseller wurden später Dilettanten des Lebens von Clara Viebig und Tagebuch einer Verlorenen von Margarete Böhme. Auch die anspruchsvollen Kunstzeitschriften Pan (1895–1900) und Das literarische Echo (1898–1903) erschienen im Verlag.
Autoren (Auswahl)
| - Eduard Aly - Fritz Bley - Helene Böhlau - Margarete Böhme - Ida Boy-Ed - Richard Bredenbrücker - Frieda von Bülow - Friedrich Eggers - Karl Eggers - Cäsar Flaischlen - Theodor Fontane - Ilse Frapan - Ludwig Fulda - Johann Wolfgang Goethe - Wilhelm Hegeler - Heinrich Hoffmann von Fallersleben - Arno Holz - Rudolf Lindau - Sophie Junghans | - Guy de Maupassant - Marie zur Megede - Balduin Möllhausen - Georg von Ompteda - Wilhelm von Polenz - Alexander von Roberts - Friedrich Schiller - Johannes Schlaf - Erich Schlaikjer - William Shakespeare - Rudolf Stratz - Heinz Tovote - Clara Viebig - Hermine Villinger - Ernst von Wolzogen - Fedor von Zobeltitz - Émile Zola |